# Oberflachs
Oberflachs (toponimo tedesco) è una frazione di 497 abitanti del comune svizzero di Schinznach, nel Canton Argovia (distretto di Brugg).

## Storia

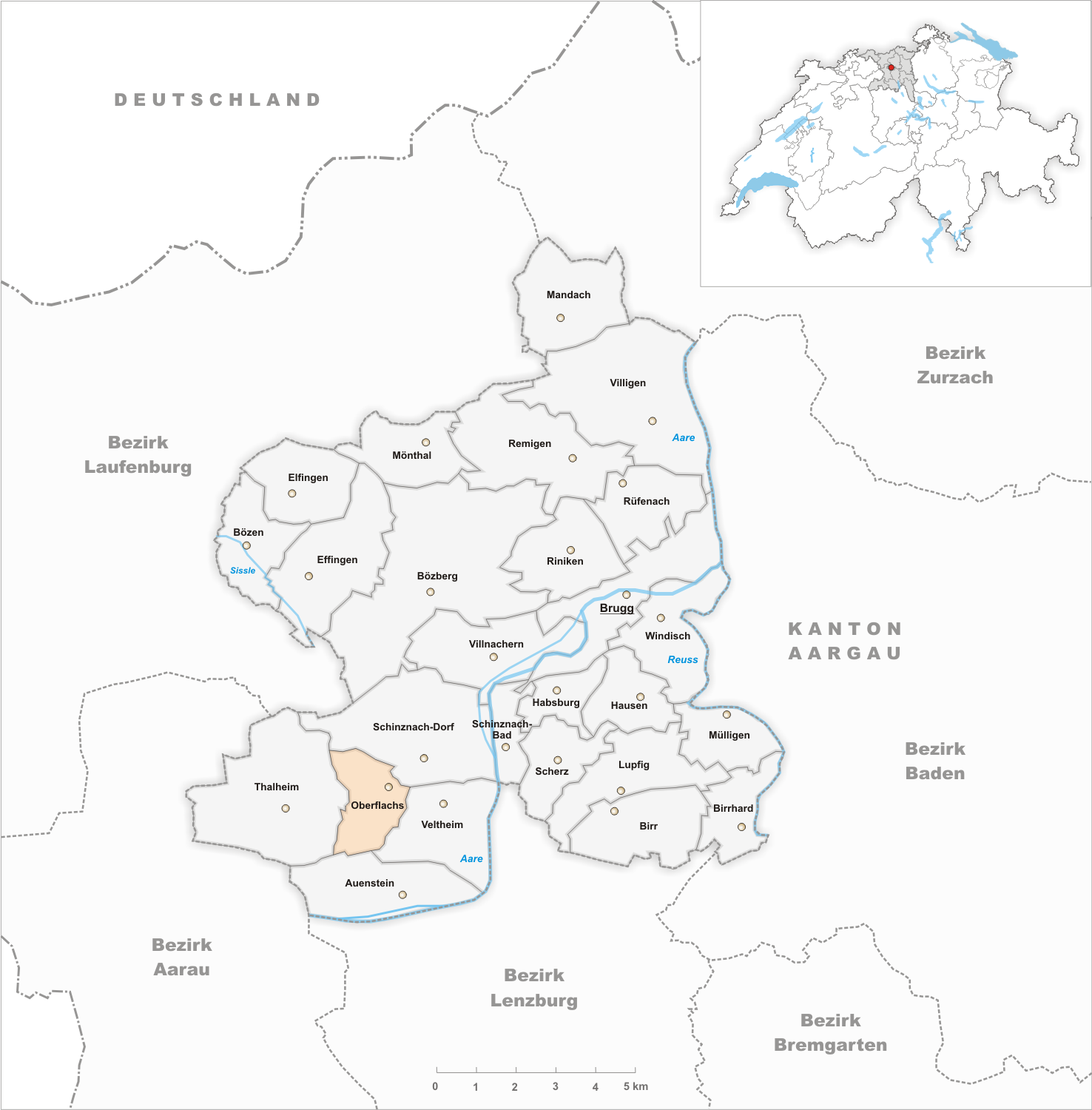
Il territorio del comune di Oberflachs prima degli accorpamenti comunali del 2013

Già comune autonomo, il 1° gennaio 2014 è stato aggregato all'altro comune soppresso di Schinznach-Dorf per formare il nuovo comune di Schinznach.

## Monumenti e luoghi d'interesse

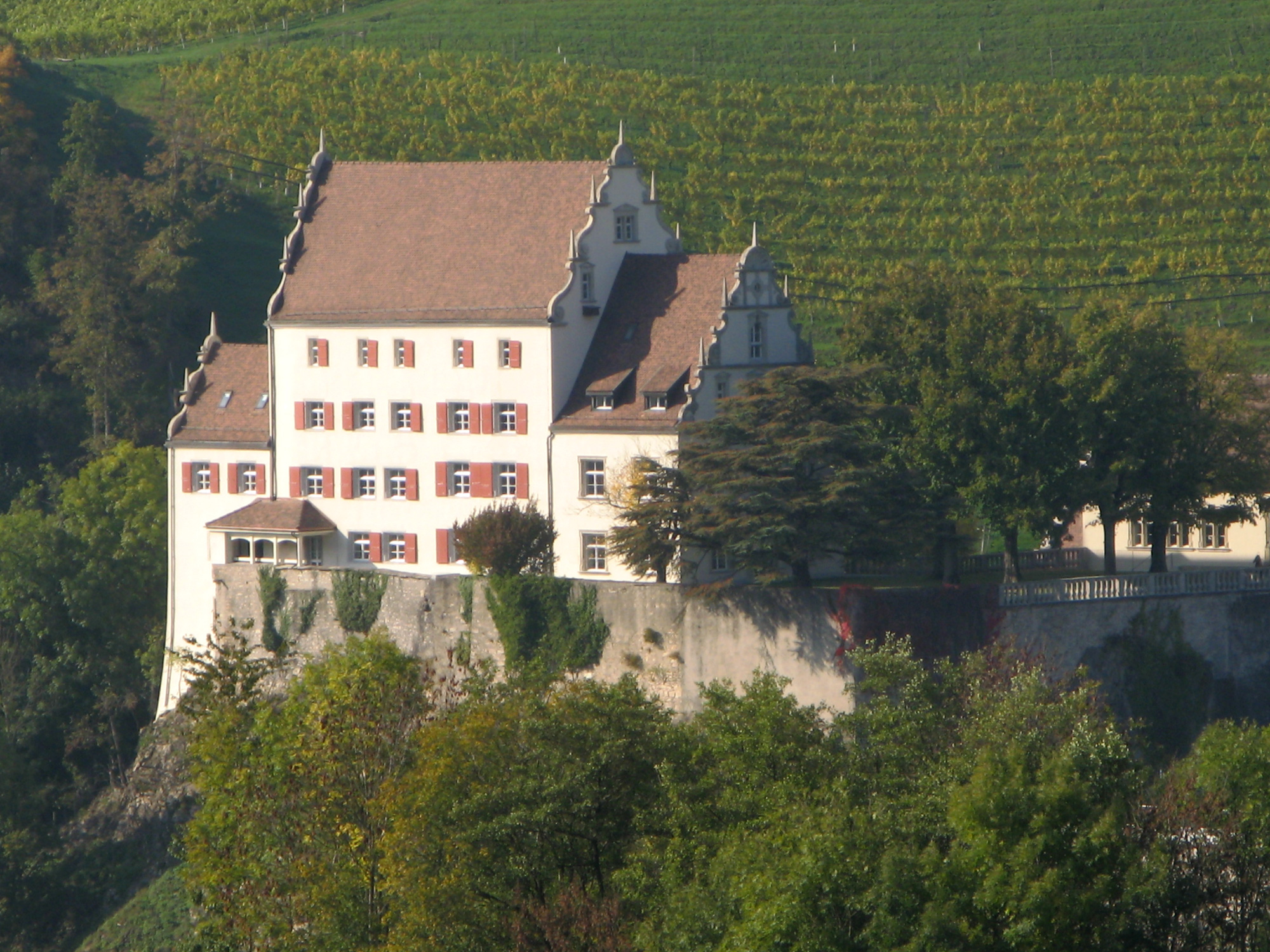
Il castello di Kasteln

- Castello di Kasteln, attestato dal 1301 e ricostruito nel 1642-1650 e dopo il 1907[3].

## Società

### Evoluzione demografica
L'evoluzione demografica è riportata nella seguente tabella:
Abitanti censiti

## Amministrazione
Ogni famiglia originaria del luogo fa parte del cosiddetto comune patriziale e ha la responsabilità della manutenzione di ogni bene ricadente all'interno dei confini del comune.